# Jurij Krywonohow
Jurij Krywonohow (ukrainisch Юрій Кривоногов, russisch Юрий Андреевич Кривоногов /Juri Andrejewitsch Kriwonogow; * 1941, Staraja Kriuscha, Oblast Woronesch, UdSSR) ist ein ukrainischer Kybernetiker und ehemaliger Leiter der religiösen Bewegung Weiße Bruderschaft in Kiew.

## Leben
Jurij Krywonohow studierte Kybernetik. 1978 schrieb er eine Kandidatendissertation am Institut für Radioelektronik in Charkiw und wurde Kandidat der technischen Wissenschaften.
Danach war er am Institut für klinische und experimentelle Medizin in Nowosibirsk tätig.
Jurij Krywonohow hatte Kontakte zum Zentrum für Psychotronik des KGB in Mykolajiw, das über die Möglichkeiten einer Beeinflussung der menschlichen Psyche forschte.
In den 1980er Jahren war er am Institut für Neurologie und Psychiatrie in Kiew tätig. Seine Kollegen beschrieben ihn als zuverlässig und pünktlich.
Seit 1988 veröffentlichte er Broschüren zu den Themen Kontrolle des Bewusstseins und Hypnose. Er war in dieser Zeit Mitglied der indischen Krishna-Bewegung in Kiew. Jurij Krywonohow hielt in vielen Städten Vorträge in großen Veranstaltungsräumen. Bei einer dieser Veranstaltungen lernte er Maryna Zwihun kennen.
1990 trennte er sich von der Krishna-Bewegung und gründete das Institut der Seele «Atma». Er stellte Maryna Zwihun als göttliche Inkarnation vor, sie trug den Namen Maria Jungfrau Christus. Sich selbst bezeichnete er als eine Inkarnation von Johannes dem Täufer und nannte sich Ioann Swami.
Die Bewegung benannte er in Weiße Bruderschaft um. Ihm gelang es, mehrere hundert Anhänger zu finden. Diese übereigneten ihren Besitz der Bewegung und ordneten sich den Anordnungen des Führers Ioann Swami und den Offenbarungen von Maria Jungfrau Christus unter.
Diese verkündeten das nahende Ende der Welt für den 24. November 1993.
Am 10. November 1993 besetzten Juri Krywonohonow mit 59 Anhängern die Sophienkathedrale in Kiew zu einem Gebet. Sie wurden verhaftet, ebenso etwa 650 weitere Anhänger, die nach Kiew gekommen waren und bereit waren, am letzten Tag kollektiven Selbstmord zu begehen.
1996 wurde Jurij Krywonohow zu 7 Jahren Lagerhaft verurteilt, Maryna Zwihun zu 4 Jahren Gefängnis.
2000 sagte er sich nach seiner Entlassung von der Bewegung und der göttlichen Inkarnation Maria Jungfrau Christus los und gab seinen Irrtum bezüglich des Weltunterganges zu.
Er versuchte als Dozent zu unterrichten und heiratete wieder. Später arbeitete er in einem Kaufhaus.